# Krzysztof Bielawski (chemik)
Krzysztof Bogusław Bielawski (ur. 1959 w Białymstoku) – polski naukowiec, chemik, profesor nauk farmaceutycznych.

## Życiorys
W 1983 ukończył studia na Wydziale Chemicznym Politechniki Warszawskiej uzyskując tytuł magistra inżyniera w zakresie chemii i technologii organicznej. W 1984 rozpoczął pracę w Zakładzie Chemii Ogólnej i Organicznej Akademii Medycznej w Białymstoku. Półtora roku później przeniósł się do nowo powstałego na Wydziale Farmaceutycznym Zakładu Chemii Organicznej. W 1992 pod kierunkiem dra hab. Andrzeja Różańskiego obronił pracę doktorską "Otrzymywanie i niektóre właściwości biologiczne syntetycznych analogów werukaryny E" uzyskując stopień naukowy doktora nauk medycznych. W 1995 został przeniesiony do nowej jednostki, Samodzielnej Pracowni Syntezy i Technologii Środków Leczniczych. W latach 1997–1998 przebywał na stypendium naukowym w Georgia State University w Atlancie (USA). W 2003 na podstawie osiągnięć naukowych i złożonej rozprawy "Aromatyczne bisamidyny - synteza, właściwości biologiczne i oddziaływanie z DNA" otrzymał na Akademii Medycznej im. prof. Feliksa Skubiszewskiego w Lublinie stopień naukowy doktora habilitowanego nauk farmaceutycznych. W 2011 uzyskał tytuł naukowy profesora.
Członek Komisji Nauk Chemicznych i Fizycznych Oddziału w Olsztynie i Białymstoku z siedzibą w Olsztynie Polskiej Akademii Nauk. Od 2003 kierownik Zakładu Syntezy i Technologii Środków Leczniczych UMB.
Odznaczony Srebrnym Krzyżem Zasługi (2004).
Prywatnie mąż profesor Anny Bielawskiej.